# غارانة (أرومية)
غارانة (بالكردية: گارانە) هي إحدى القرى التابعة لـمرغور في ريف قسم سيلوانه من مقاطعة أرومية، في محافظة أذربیجان الغربیة الإيرانية.

## السكان
حسب إحصاءات سنة 2006، بلغ إجمالي السكان في غارانه 421 نسمة وعدد المساكن 79 مسكن. لغة سكان غارانه هي اللغة الكردية و هم من أهل السنة والجماعة والمذهب الشافعي.